# La Unidad
La Unidad, ibland Los Ciruelos, är en ort i kommunen Luvianos i delstaten Mexiko i Mexiko. Samhället hade 117 invånare vid folkräkningen år 2020.